# 竹内敏信
竹内 敏信（たけうち としのぶ、1943年〈昭和18年〉6月21日 - 2022年〈令和4年〉2月27日）は、日本の写真家。日本写真芸術専門学校校長。日本写真家協会名誉会員。一般財団法人　竹内敏信記念財団　名誉理事。TAギャラリー館長。

## 来歴・人物
愛知県額田郡宮崎村（現・岡崎市）出身。写真との出会いは中学2年生のとき。カメラを欲しがっていた姉に「買ってみては」と言われ、新聞配達のアルバイトで貯めたお金でカメラを買った。家業の建築業を継ぐために愛知県立岡崎工業高等学校土木科に入学。高校生のときから写真雑誌に投稿する。
1962年（昭和37年）、名城大学理工学部に入学。富士フイルムの全国学生コンクールで銀賞を受賞。
1966年（昭和41年）、愛知県庁に入庁。県庁では砂防課など土木畑に勤務した。しかし「まず開発ありき」の役所の水に肌が合わず、次第に環境や人権問題を写真で訴える「グラフジャーナリズム」の世界に心が惹かれるようになり、汚染された伊勢湾の撮影を続けた。
1971年（昭和46年）、日本写真家協会に入会。
1972年（昭和47年）に退職。同年、伊勢湾の写真「汚染海域」が総合雑誌『世界』の巻頭16ページのカラー特集で紹介される。
1976年（昭和51年）、現代写真研究所設立と同時に講師に就任。東京で活動を始める（新宿区在住）。
その後、「破壊された風景で保護を訴えても意味がない」と思い始め、1979年（昭和54年）頃から35mmカメラによる風景写真の撮影に「転向」。また、重要無形民俗文化財である愛知県北設楽郡の花祭の撮影に没頭。
1984年（昭和59年）、キヤノンカレンダー『天地聲聞』を発表した頃から日本屈指の風景写真家として認められる。
1994年（平成6年）、クモ膜下出血で倒れるも生還。
2007年（平成19年）に脳内出血で倒れ右半身不随となるが、車椅子に乗って写真を撮り続ける。
2010年（平成22年）、日本写真芸術専門学校校長に就任。
2017年（平成29年）11月、カメラ、レンズ、付属品を合わせたコレクション約1,800点を名古屋学芸大学に寄贈する契約を同大学と結んだ。日本に1台しかない六桜社の手提げ暗箱や初期のライカ、コンタックス、トヨカ、ホビックス、メイスピーなど貴重な機種が数多く含まれる。
2018年（平成30年）12月、岡崎市美術館で個展を開催。それと同時に写真パネル1,760点を郷里の岡崎市に寄贈した。
2021年（令和3年）4月、一般財団法人竹内敏信記念財団を設立。
2022年（令和4年）2月27日、口腔底がんのため東京都内の病院で死去。78歳没。

## 主な写真展
| 1972 | 「汚染海域 ―伊勢湾からの報告―」                    | ニコンサロン                                     |
| 1974 | 「オラニエンブルグの風 ―東独の風景―」              | キヤノンサロン                                   |
| 1975 | 「風景・琵琶湖」                                   | ニコンサロン                                     |
| 1977 | 「土佐源氏―坂本長利の一人芝居」                    | キヤノンサロン                                   |
| 1979 | 「冬・津軽海峡」                                   | キヤノンサロン                                   |
| 1984 | 「花祭」                                           | キヤノンサロン、アムステルダムキヤノンギャラリー |
| 1987 | 「光と風のヨーロッパ」                             | 富士フォトサロン 他                              |
| 1988 | 「オランダの光と風」                               | 佐倉新町資料館 他                                |
| 1989 | 「欧羅巴―ＥＵＲＯＰＥ―」                           | キヤノンサロン                                   |
| 1990 | 「奥の細道」                                       | 朝日新聞本社ロビー、ドイフォトプラザ             |
| 1991 | 「櫻」                                             | 富士フォトサロン                                 |
| 1992 | 「櫻」                                             | 吉祥寺パルコ 他                                  |
| 1993 | 「櫻」                                             | 神戸阪急                                         |
|      | 「ヨーロッパの森」                                 | 吉祥寺パルコ 他                                  |
| 1994 | 「雪月花」                                         | 帯広藤丸                                         |
| 1996 | 「冬・ヨーロッパ」                                 | ギャラリーアートグラフ                           |
|      | 「櫻」                                             | 彩の国さいたま芸術劇場                           |
|      | 「ウィーンを巡る街とヨーロッパの森」               | 彩の国さいたま芸術劇場                           |
| 1997 | 「櫻」                                             | 彩の国さいたま芸術劇場                           |
|      | 「厳選・天地聲聞―日本人の原風景―」                 | キヤノン販売フォトアートギャラリー               |
|      | 「雪月花」                                         | モンゴル・ウランバートル文化宮殿                 |
| 1998 | 「天地風韻」                                       | 銀座キヤノンサロン 他                            |
|      | 「櫻」                                             | 新宿パークタワービル                             |
| 1999 | 「欧羅巴 ＥＵＲＯＰＥ １９８１―１９９０」          | ＪＣＩＩフォトサロン                             |
|      | 「櫻」                                             | 相鉄ギャラリー                                   |
|      | 「碧南の輝き―竹内敏信 ｉｎ タスマニア」            | ミノルタフォトスペース新宿 他                    |
| 2000 | 「日本情景 １９７０―１９９０」                     | ＪＣＩＩフォトサロン                             |
|      | 「碧南の響き―竹内敏信 ｉｎ タスマニア ｐａｒｔ Ⅱ」 | ミノルタフォトスペース新宿 他                    |
|      | 「櫻」                                             | 水の駅ビュー福島潟                               |
|      | 「竹内敏信 ｉｎ タスマニア」                       | 鳥羽海の博物館                                   |
|      | 「文化の鏡～日本とオランダ」（国際交流基金として） | 富士フォトサロン                                 |
|      | 「文化の鏡～日本とオランダ」（国際交流基金として） | ノルドブラバント自然博物館（オランダ）           |
|      | 「文化の鏡～日本とオランダ」（国際交流基金として） | 新潟県豊栄市自然博物館                           |
|      | 「文化の鏡～日本とオランダ」（国際交流基金として） | 鳥羽・海の博物館                                 |
|      | 「名瀑紀行」                                       | 富士フォトギャラリー調布                         |
| 2001 | 「２１世紀富士」                                   | JCIIフォトサロン                                 |
|      | 「２１世紀富士」                                   | ペンタックスフォーラム                           |
|      | 「天地風韻・タスマニア」                           | 結城市民文化センター アクロス                    |
|      | 「奥会津秀麗」                                     | ただみ川のものしり館                             |
|      | 「２１世紀の理想郷」                               | 新宿パークタワービル                             |
|      | 「北欧物語」                                       | アイデムフォトギャラリー「シリウス」             |
| 2002 | 「２１世紀富士」                                   | 水の駅ビュー福島潟                               |
|      | 「アンティーク・シューティング５０」               | GARELIE K                                        |
|      | 「花祭」                                           | JCIIフォトサロン                                 |
|      | 「日本列島2002・1／2」                             | コダックフォトサロン                             |
|      | 「日本列島2002・1／2」                             | 高知県中村市公民館                               |
|      | 「日本列島2002・1／2」                             | コ－ボクアートギャラリー                         |
|      | 「水の惑星」                                       | キヤノンサロン                                   |
|      | 「四万十川」                                       | 大阪大丸                                         |
| 2003 | 「日本列島2002・1／2」                             | 水の駅ビュー福島潟                               |
|      | 「天地風韻」                                       | ライカショップ （ウイーン）                      |
|      | 「櫻」「アンティーク・シューティング５０」         | ミュゼふくおかカメラ館                           |
|      | 「四万十川」                                       | 新宿パークタワー                                 |
|      | 「天地ー守り伝えたい日本の風景ー」                 | 奈良市写真美術館                                 |
|      | 「天地」                                           | 富士フォトサロン                                 |
| 2004 | 「２１世紀富士」                                   | ポートレートギャラリー                           |
|      | 「櫻」                                             | ギャラリーHORI                                   |
|      | 「日蘭協会５０周年記念写真展」                     | 富士フォトサロン                                 |
|      | 「天地」                                           | 富山県滑川市立博物館                             |
|      | 「原始大陸」                                       | 東京デザインセンター                             |
| 2005 | 「キヤノンカレンダー展 LANDSCAPE 大地」            | キヤノンサロン                                   |
|      | 「天地」                                           | 水の駅ビュー福島潟                               |
|      | 「奥会津秀麗」                                     | 新宿パークタワー                                 |
| 2006 | 「一本櫻響宴」                                     | 新宿パークタワー                                 |
|      | 「原始大陸」                                       | 海の博物館・特別展示室＆フォトギャラリー         |
|      | 「龍の響」                                         | フォトギャラリーキタムラ                         |
|      | 「龍の響」                                         | 富士フォトギャラリー五反田                       |
|      | 「龍の響」                                         | 富士フォトギャラリー宇都宮                       |
| 2007 | 「digiscape 日本列島」                             | キヤノンギャラリーS                              |
|      | 「冬の欧羅巴」                                     | フォトギャラリーキタムラ                         |
|      | 「天地」                                           | ギャラリー円月                                   |
|      | 「一本櫻響宴」                                     | 快晴堂フォトサロン                               |
|      | 「龍の響」                                         | 水の駅ビュー福島潟                               |
|      | 「熊野古道」                                       | 富士フォトサロン名古屋                           |
|      | 「熊野古道」                                       | 藤丸デパート（帯広）                             |
|      | 「熊野古道」                                       | 水の駅ビュー福島潟                               |
|      | 「熊野古道」                                       | 富士フォトサロン仙台                             |
|      | 「第一部 21世紀富士／龍の響／一本櫻響宴」          | ミュゼふくおかカメラ館                           |
|      | 「第二部 天地」                                    | ミュゼふくおかカメラ館                           |
| 2008 | 「大欧羅巴」                                       | ペンタックスフォーラム                           |
|      | 「digiscape 日本列島」                             | 水の駅ビュー福島潟                               |
|      | 「熊野古道」                                       | 三重県立熊野古道センター                         |
|      | 「一本櫻響宴」                                     | 三重県立熊野古道センター                         |
|      | 「第６回 飯田市藤本四八写真文化賞 受賞作品展」     | 飯田市美術博物館                                 |
|      | 「第７回 飯田市藤本四八写真文化賞 受賞作品展」     | キヤノンギャラリー銀座                           |
|      | 「龍の響」「花祭」「熊野古道」                     | 花まつりの舘                                     |
|      | 「天地」                                           | 飛騨市美術館                                     |
|      | 「照る日・曇る日」-病気療養リハビリ中の撮影作品-   | キヤノンギャラリー銀座                           |
| 2009 | 「一本櫻響宴」                                     | 花まつりの舘                                     |
|      | 「大欧羅巴」-ヨーロッパ取材30年の集成-             | 富士フォトサロン東京                             |
|      | 「龍の響」                                         | フォトギャラリーキタムラ豊中店                   |
|      | 「龍の響」                                         | ギャラリーキタムラ本町店                         |
| 2010 | 「オリンパスで撮った日常の風景」                   | オリンパスギャラリー東京                         |
|      | 「心で撮る日本の風景」                             | フレームマン エキシビジョン サロン               |
|      | 「照る日・曇る日」                                 | 水の駅 ビュー福島潟                              |
|      | 「欧羅巴の森」                                     | 花まつりの舘                                     |
|      | 「大欧羅巴」                                       | 富士フォトサロン大阪                             |
| 2011 | 「新・日本名瀑」                                   | TEMPORARY CONTEMPORARY                           |
|      | 「山河照抄」                                       | キヤノンギャラリー銀座                           |
|      | 「21世紀富士」                                     | 花まつりの舘                                     |
|      | 「一本櫻響宴」                                     | 水の駅 ビュー福島潟                              |
| 2012 | 「山河照抄」                                       | 水の駅 ビュー福島潟                              |
| 2013 | 「悠久の列島-日本人の原風景-」                     | キヤノンギャラリーS                              |
|      | 「欧州逍遥-30年の眼差し-」                         | キヤノンギャラリー銀座                           |
|      | 「新・日本名瀑」                                   | 花まつりの舘                                     |
|      | 「新・日本名瀑」                                   | 水の駅 ビュー福島潟                              |
| 2014 | 「digiscape 日本列島」                             | 花まつりの舘                                     |
|      | 「欧州逍遥-30年の眼差し-」                         | 水の駅 ビュー福島潟                              |
| 2015 | 「21世紀富士」                                     | 快晴堂 フォトサロン                              |
| 2017 | 「櫻」                                             | 大府市歴史民俗資料館                             |
|      | 「大欧羅巴」                                       | 花まつりの舘                                     |
| 2018 | 「竹内敏信と弟子」                                 | クリエイト銀座                                   |
|      | 「竹内敏信と弟子」                                 | 快晴堂 フォトサロン                              |
|      | 「天地風韻」                                       | 花まつりの舘                                     |
|      | 「竹内敏信写真展〜日本の原風景を求めて〜」         | 岡崎市美術館                                     |
| 2019 | 「日本の櫻」                                       | フジフォトサロン六本木                           |
| 2020 | 「汚染海域-伊勢湾・1972年-」                       | JCIIフォトサロン                                 |
|      | 竹内敏信コレクション展〜時をこえたカメラと風景〜   | 日本カメラ博物館                                 |
|      | 「照る日・曇る日」                                 | 岡崎市美術館                                     |
|      | 「２１世紀富士」                                   | 岡崎市美術館                                     |
| 2021 | 「天地聲聞 春夏編」                                | TAギャラリー                                     |
|      | 「欧羅巴-EUROPE-」                                 | WALL GALLERY                                     |
|      | 「天地聲聞 秋冬編」                                | TAギャラリー                                     |

## 主な著作
| 1975 | ２月   | 「海はいのち」Ⅰ・Ⅱ                                               | 海の博物館                     |
| 1983 | ２月   | 日本の野生馬                                                     | 新峰社                         |
|      | １１月 | 花祭                                                             | 誠文堂新光社                   |
| 1984 | １０月 | 「ＬＯＶＥ」「ＰＥＡＣＥ」「ＳＰＩＲＩＴ」                       | 小学館・共著                   |
|      | １２月 | しゃしんえほん「うみ」「かわ」「だいち」「やま」「そら」以上５冊 | 誠文堂新光社                   |
| 1985 | １２月 | 天地聲聞                                                         | 講談社                         |
| 1987 | ３月   | 光と風のヨーロッパ                                               | 玄光社                         |
| 1988 | ５月   | 天地光響                                                         | 講談社                         |
|      | ５月   | つくる                                                           | 竹書房                         |
| 1989 | ２月   | 欧羅巴―ＥＵＲＯＰＥ―                                             | 小学館                         |
|      | ９月   | 素晴らしい自然を写す                                             | 朝日新聞社                     |
| 1990 | ３月   | 「山頭火文庫」全１２巻                                           | 春陽堂書店                     |
|      | ６月   | 水の変幻                                                         | 文一総合出版                   |
|      | １２月 | 「写真・山頭火」全４巻                                           | 春陽堂書店                     |
| 1991 | ９月   | エーゲ海の誘惑                                                   | 玄光社                         |
|      | １０月 | ヨーロッパを撮る                                                 | 朝日新聞社                     |
|      | １１月 | 色想う時間の旅                                                   | 世界文化社・共著               |
| 1992 | ３月   | 櫻                                                               | 出版芸術社                     |
| 1993 | ６月   | 自然風貌                                                         | 日本カメラ社                   |
|      | ９月   | 芭蕉百吟                                                         | 春陽堂書店                     |
|      | １０月 | 日本を撮る                                                       | 朝日新聞社                     |
|      | １２月 | 風景写真術１                                                     | 学研                           |
| 1994 | ４月   | 風景写真術２                                                     | 学研                           |
|      | １０月 | 雪月花                                                           | トーキョーセブン               |
|      | １１月 | 竹内敏信集                                                       | 新日本企画                     |
| 1995 | ４月   | 天地聲聞（復刻新版）                                             | 出版芸術社                     |
| 1996 | ４月   | 竹内敏信の新・風景撮影術                                         | ＪＴＢ出版                     |
|      | ７月   | 新風景講座                                                       | 朝日新聞社                     |
| 1997 | ９月   | 竹内敏信集完全版                                                 | 新日本企画                     |
|      | １０月 | 風景の撮影現場                                                   | 学研                           |
| 1998 | ２月   | 天地風韻                                                         | 日本芸術出版社                 |
|      | ３月   | 山櫻                                                             | 出版芸術社                     |
|      | ３月   | おもちゃが奏でる日本の音                                         | 音楽之友社・共著               |
| 1999 | ３月   | 櫻暦                                                             | 出版芸術社                     |
| 2000 | ４月   | 樹の風景                                                         | 日本カメラ社                   |
|      | ４月   | 桜を撮る                                                         | 小学館                         |
|      | ６月   | 風景のフレーミング                                               | 学研                           |
| 2001 | ６月   | 燦ーきらめきー                                                   | 春陽堂書店                     |
|      | ７月   | 日本の滝１０００ 遊楽の滝                                        | 学研                           |
|      |        | 日本の滝１０００ 和みの滝                                        | 学研                           |
|      |        | 日本の滝１０００ 幽遠の滝                                        | 学研                           |
| 2002 | １月   | 竹内敏信の風景写真入門                                           | 小学館                         |
|      | ３月   | 新・風景写真術                                                   | 学研                           |
| 2003 | ３月   | 花風景                                                           | 日本カメラ社                   |
|      | １０月 | 天地                                                             | 出版芸術社                     |
|      | １１月 | 四季のカメラワーク                                               | 双葉社                         |
| 2006 | 3月    | 一本櫻百本                                                       | 出版芸術社                     |
|      | 3月    | 風景の創作                                                       | 学研                           |
|      | 4月    | 風景撮影テクニック                                               | 日本カメラ社                   |
| 2007 | 5月    | 竹内敏信の熊野古道                                               | 出版芸術社                     |
|      | 6月    | digiscape 日本列島                                               | ソフトバンククリエイティブ     |
| 2008 | ７月   | 大欧羅巴                                                         | 出版芸術社                     |
| 2011 | 2月    | 山河照抄                                                         | 出版芸術社                     |
| 2013 | 9月    | 富士山                                                           | 出版芸術社                     |
| 2014 | 7月    | BEAUTIFUL JAPAN                                                  | ICBパブリッシング              |
| 2016 | 3月    | 北上川河口物語                                                   | 日本写真企画                   |
|      | 10月   | 旧車ある風景                                                     | 追分温泉                       |
|      | 10月   | 龍の響                                                           | TA                             |
| 2019 | 3月    | 日本の桜                                                         | クレビス                       |
| 2021 | 12月   | 竹内敏信 風景写真-名作誕生秘話-                                  | ㈱アイ・イメージング・フラッグ |

## 参考資料
- 「風景写真」特別編集『竹内敏信集』